# Università commerciale Luigi Bocconi
L'Università Bocconi (nome ufficiale: Università commerciale Luigi Bocconi) è un'università privata di Milano situata in viale Bligny, fondata nel 1902 e specializzata nel campo dell'economia, della finanza, del diritto, delle scienze sociali, delle scienze politiche, della direzione d'impresa, della pubblica amministrazione e dell'informatica. È stata la prima università in Italia a offrire un corso di laurea in economia e commercio.
L'università è regolarmente classificata come la migliore in Italia nei suoi campi e come una delle migliori al mondo. Nel 2022 QS World University Rankings ha classificato l'università come sesta al mondo e seconda in Europa nella categoria di business and management studies e come prima nella categoria di economics and econometrics al di fuori degli Stati Uniti e del Regno Unito.

## Storia

### Fondazione e primi anni

Prima sede dell'Università "Bocconi" di Milano in largo Treves (divenuta via Statuto)

L’Università commerciale Luigi Bocconi venne istituita nel 1902 da Ferdinando Bocconi, esponente di un'élite culturale milanese che riteneva necessario favorire un progresso economico basato sulla formazione di capitale umano qualificato. La creazione dell’ateneo fu anche motivata dalla perdita del figlio Luigi, caduto nella battaglia di Adua del 1896 e intesa come omaggio alla sua memoria attraverso un progetto formativo innovativo. L’istituto fu concepito come scuola superiore di commercio da affiancare al Politecnico di Milano con l’obiettivo di integrare competenze tecniche e conoscenze economiche, formando così figure professionali adeguate alle esigenze industriali e commerciali emergenti. Il modello formativo si ispirava a istituzioni come l’École supérieure di Anversa, mentre Leopoldo Sabbatini, segretario generale della Camera di commercio di Milano, ne assunse la guida amministrativa e didattica.
Nei primi decenni di attività, si pose grande attenzione alla creazione di un corpo docente qualificato e alla costruzione di una rete di rapporti con le realtà imprenditoriali locali. Nel 1906 nacque l’associazione ALUB, che contribuì a consolidare il legame tra l’università e i suoi laureati. Nel 1920 fu inaugurato il primo edificio dedicato agli studi economici e sociali, mentre nel 1921 Luigi Einaudi, futuro presidente della Repubblica Italiana, assunse la direzione dell’istituto, introducendo innovazioni metodologiche e ampliando l’offerta didattica.

### Sviluppo e ristrutturazione architettonica

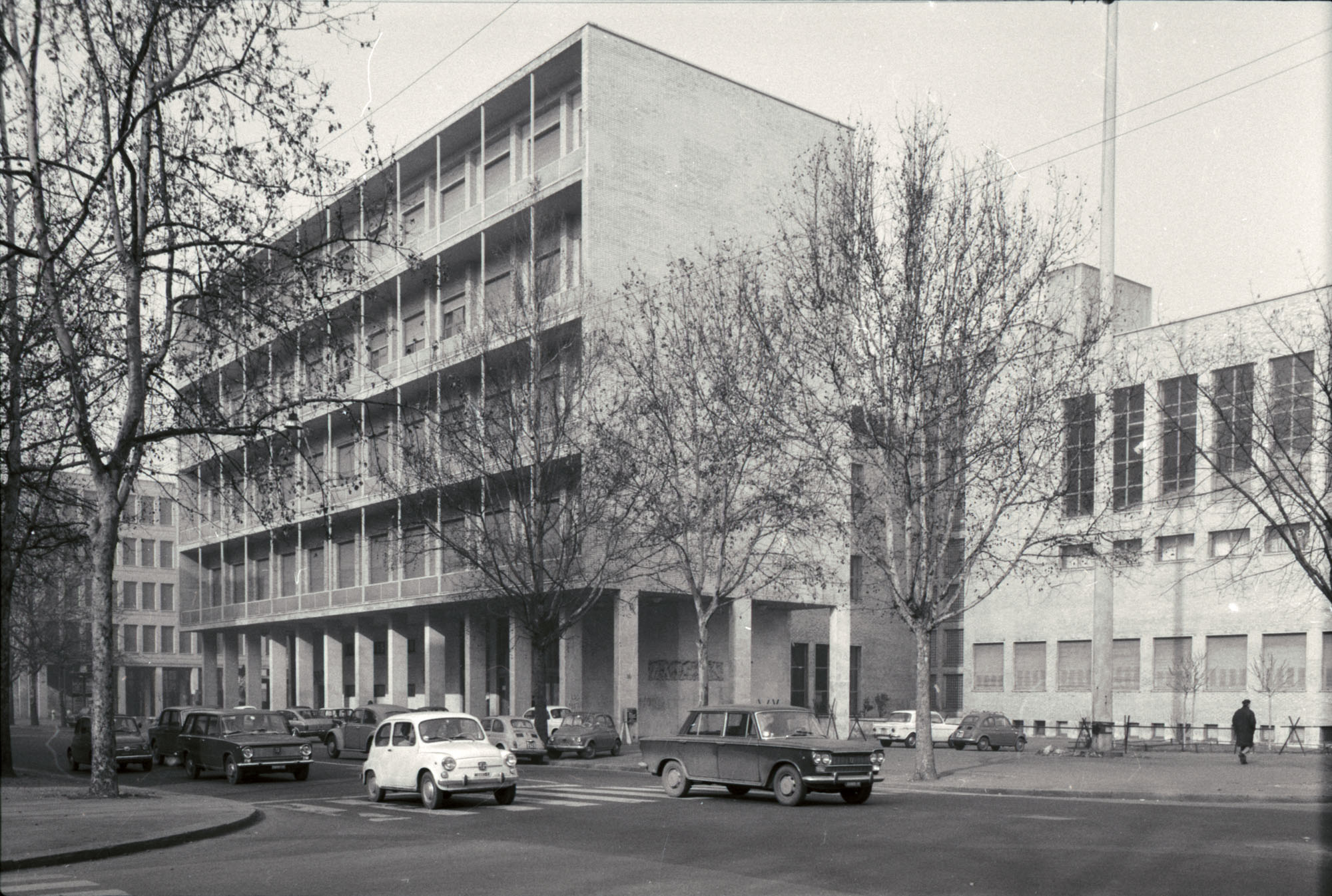
L'edificio Sarfatti fotografato fa Paolo Monti nel 1969

Tra il 1938 e il 1941 l’università si trasferì nella nuova sede di via Sarfatti, progettata da Giuseppe Pagano e G. Predeval, esponenti del Razionalismo italiano. Questo edificio rappresentò una significativa evoluzione dal punto di vista architettonico, rispecchiando i principi di funzionalità e modernità propri del razionalismo. Negli anni successivi, in risposta alle esigenze del mondo economico in rapida trasformazione, nel 1971 fu istituita la Scuola di Direzione Aziendale (SDA Bocconi), primo centro italiano dedicato alla formazione manageriale avanzata.

### Internazionalizzazione e innovazione didattica
Durante gli anni ’80 l’ateneo consolidò la propria dimensione internazionale: nel 1983 entrò nel Program of International Management (PIM), una rete di prestigiose scuole di business, mentre nel 1984 venne introdotto il numero programmato per gestire gli accessi in modo più selettivo. Nel 1986 fu creata "Bocconi Comunicazione" per rispondere alle nuove esigenze di formazione nei media e nella comunicazione, mentre nel 1988 la Bocconi contribuì a fondare la Community of European Management Schools (CEMS) insieme ad altre importanti università europee. Sempre nel 1988 venne lanciata la prima junior enterprise italiana, JEME Bocconi studenti, per promuovere l’applicazione pratica delle competenze acquisite.
Nel 2006 l’università avviò una profonda riorganizzazione interna, suddividendosi in quattro scuole – universitaria, superiore universitaria, dottorato e giurisprudenza – e sette dipartimenti, mentre la SDA mantenne la propria funzione di centro di eccellenza nella formazione manageriale. Nel 2008 venne inaugurato il nuovo edificio di via Roentgen, che ospita gli uffici del corpo docente e una moderna aula magna.

### Eventi recenti e sviluppo infrastrutturale
Nel dicembre 2009 la sede di via Sarfatti fu teatro di un attentato con esplosione parziale di un ordigno, episodio senza conseguenze per le persone ma con ripercussioni sul piano della sicurezza. L’attacco fu rivendicato dal Gruppo anarchico informale, suscitando attenzione mediatica e istituzionale.
Il 2019 ha visto l’inaugurazione del nuovo campus nell’area dell’ex Centrale del Latte, con spazi moderni e funzionali dedicati a didattica, residenze studentesche e impianti sportivi, in un’ottica di sostenibilità e integrazione urbana. Nel 2022 l'SDA ha inaugurato una nuova sede a Villa Morgagni, a Roma. Nel 2023 è stato annunciato il lancio di un Bachelor of Arts in collaborazione con l'HEC Paris, un corso triennale che integra scienze dei dati e scienze sociali, con la prima parte erogata in Italia e la seconda in Francia presso il campus di Jouy-en-Josas.

## Struttura

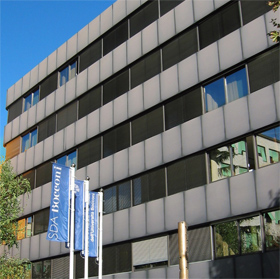
La SDA Bocconi School of Management

L'ateneo si articola nei seguenti dipartimenti:
- Accounting
- Economia
- Finanza
- Management e tecnologia
- Marketing
- Scienze delle decisioni
- Scienze sociali e politiche
- Studi giuridici

### SDA Bocconi School of Management
La SDA Bocconi School of Management (SDA sta per "Scuola di Direzione Aziendale") è una scuola post laurea con una sede anche a Mumbai. Dispone di laboratori e osservatori, del centro di ricerca CERGAS, del centro Innovation corporate entrepreneurship, gestisce la piattaforma editoriale SDA Bocconi Insight ed è suddivisa in vari Knowledge groups.

### Edifici dell'università

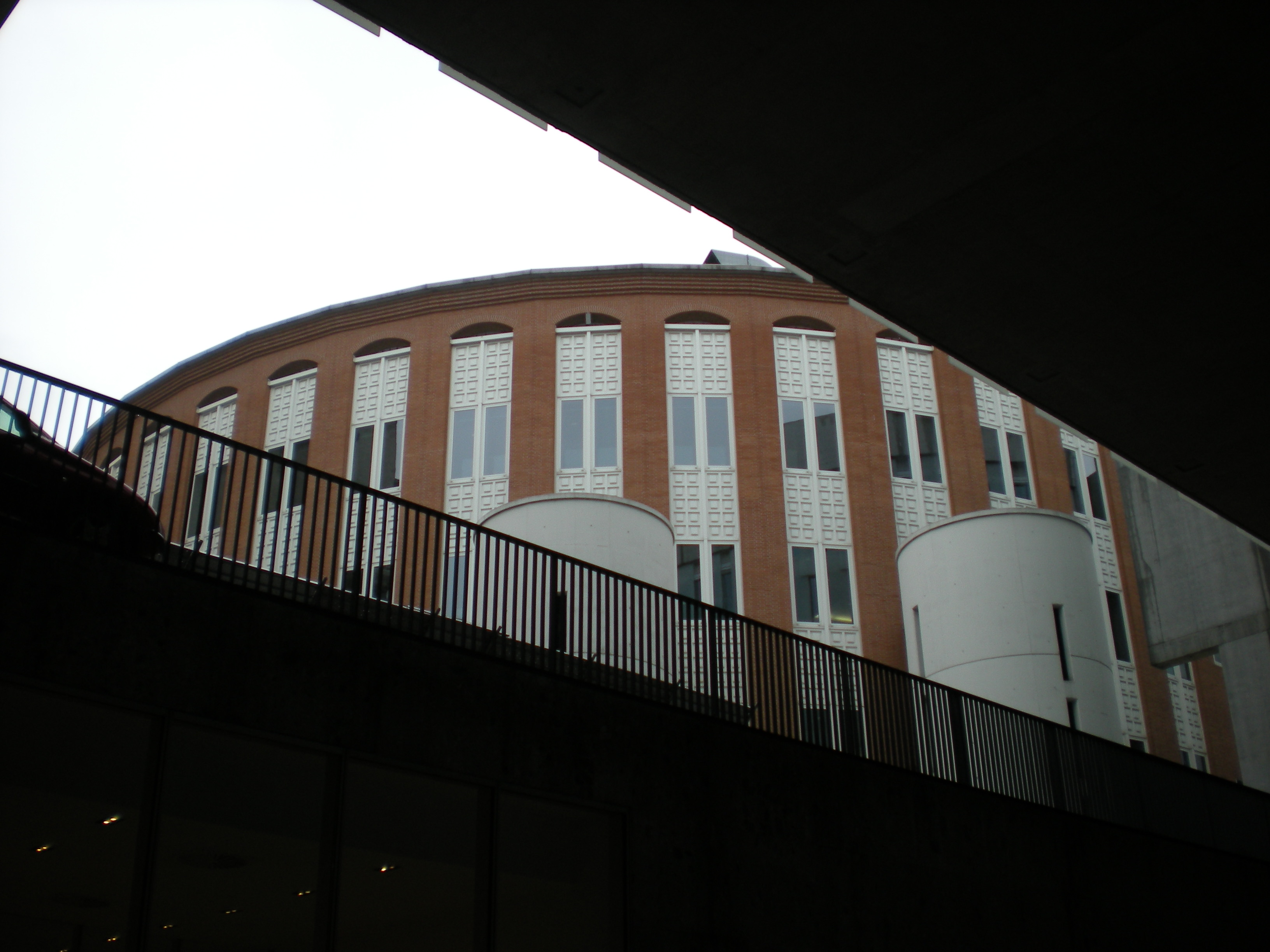
L'Edificio Leonardo Del Vecchio o Velodromo in piazza Sraffa

Il campus dell'Università "Bocconi" comprende diversi edifici: l'Edificio Sarfatti, nucleo originario progettato da Giuseppe Pagano insieme a Giangiacomo Predaval (1936-1941), la chiesa di San Ferdinando (1961-1962), il pensionato (1953-1956) e la biblioteca (1961-1962) progettati da Giovanni Muzio, il centro linguistico, i servizi didattici per l'informatica (SEDIN), la Scuola di direzione aziendale e l'Edificio Leonardo Del Vecchio, noto anche come "velodromo", un palazzo ovale di quattro piani progettato da Ignazio Gardella. Il 31 ottobre 2008 è stato inaugurato un nuovo edificio in via Röntgen (l'Edificio Roentgen) su progetto del duo formato da Yvonne Farrell e Shelley McNamara, sede di uffici e di una seconda aula magna. Nel 2015, dopo aver acquistato il terreno sul quale sorgeva la ex Centrale del latte, di fronte alla sede storica dell'università in via Sarfatti, viene bandito un concorso per la progettazione di un nuovo campus, comprensivo di dormitorio, uffici e spazi ricreativi, vinto dallo studio giapponese SANAA. Nel 2016 sono iniziati i lavori di costruzione del nuovo campus che è stato inaugurato nel novembre del 2019.

### Biblioteca

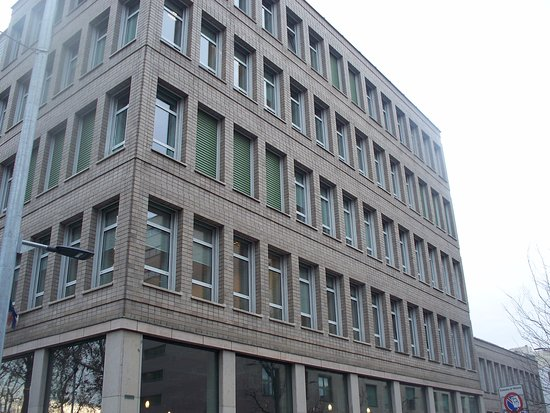
La biblioteca Bocconi

La biblioteca "Bocconi", inaugurata nel 1903, è ospitata nella sede attuale progettata da Giovanni Muzio nel 1962.

### Alloggi
L'ateneo mette a disposizione degli studenti otto residenze universitarie e appartamenti in affitto convenzionati con l'ALER. Dei quasi duemila posti letto disponibili, una parte è garantita a tariffa differenziata in regime di diritto allo studio: l'accesso è regolato sulla base delle norme per l'assegnazione delle borse di studio dell'ISU Bocconi ed è riservato agli studenti considerati fuori sede.

### Sede di Roma

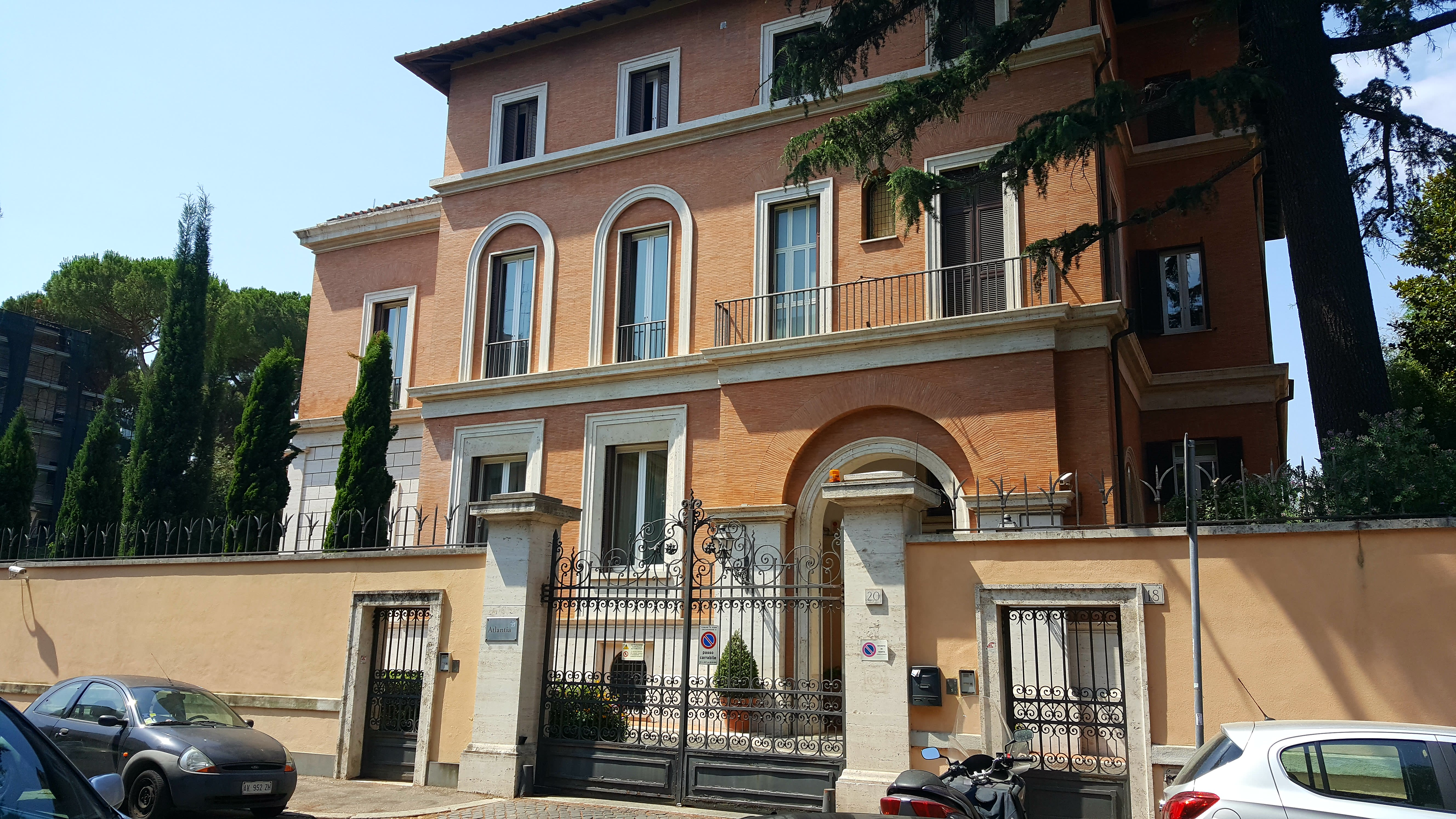
Villa Morgagni, sede della SDA Bocconi Roma

L’ateneo nel 2022 apre la sua prima sede al di fuori del capoluogo meneghino, a Roma nella ristrutturata e digitalizzata Villa Morgagni in via Antonio Nibby, 20. L’iniziativa nasce per volontà dell’ateneo di essere ancora più vicino al tessuto imprenditoriale e delle istituzioni pubbliche e private del centro-sud.

## Ricerca
Le attività di ricerca, sia di base sia applicata, sono organizzate nei Dipartimenti e nei Centri di Ricerca dell'Università e nella Divisione Ricerche della SDA Bocconi School of Management.

## Eventi e attività culturali

### Campionati di giochi matematici

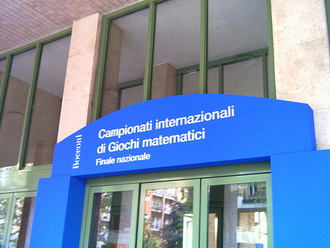
Campionati internazionali di matematica in Bocconi

Dal 1994 si svolgono nell'ateneo, grazie al Progetto ricerche storiche e metodologiche (PRISTEM), le gare e le finali nazionali dei campionati di giochi matematici. La competizione è rivolta a candidati provenienti da ogni regione d'Italia – non soltanto studenti – e permette di accedere alla finale internazionale che si tiene ogni anno a Parigi.

### Bocconi Art Gallery
Nel 2009, con l’obiettivo di aprire il Campus Bocconi ad appassionati e curiosi di arte contemporanea, nasce Bocconi Art Gallery (BAG), un progetto espositivo diffuso all’interno del Campus, che si rinnova ogni 12-18 mesi.
BAG ospita opere di artisti nazionali e internazionali e offre visite guidate e incontri su temi di arte contemporanea.

### Sport
Bocconi Sport è il marchio con cui sono rappresentate le attività sportive promosse e gestite dall'Associazione Sportiva Dilettantistica Bocconi Sport Team. Il Pellicano è la mascotte dell'A.S.D. Bocconi Sport Team, così come lo è stato per l'Associazione Laureati dal 1906 e, successivamente, per l'Università.
Le attività si svolgono prevalentemente all'interno del Bocconi Sport Center, la struttura che comprende palestra, piscina, campo polivalente indoor, sale fitness. Bocconi Sport collabora con centri sportivi esterni per completare l'offerta strutturale per le discipline sportive.
Atletica, calcio maschile e femminile a 5 e a 11, golf, nuoto e pallanuoto, pallacanestro maschile e femminile, pallavolo maschile e femminile, lacrosse, rugby, tennis, tiro a volo e vela sono gli sport praticati a livello agonistico e amatoriale con impegni in campionati nazionali e tornei internazionali. Al termine della stagione 2011/2012 la squadra di lacrosse si è laureata Campione d'Italia.

### Attività studentesche
All'interno dell'Università Bocconi sono attive più di 100 associazioni studentesche.
Nel 2012 è stato fondato il salotto letterario Bocconi d'inchiostro, che promuove iniziative culturali legate al mondo della letteratura e dell'editoria.
Lo Student media center riunisce i tre media universitari: la web-tv Bocconi TV, la web-radio Radio Bocconi e il giornale Tra i Leoni, interamente curati dagli studenti.
Bocconi Legal Papers è una rivista giuridica curata dagli studenti, con il supporto di un comitato di docenti. Nata nel 2008, è stata la prima rivista accademica italiana gestita da studenti ed è stata ufficialmente riconosciuta dall'Università.

### Casa editrice
Nel 1988 l'Università ha istituito una propria casa editrice denominata Egea.

## Identità visiva
L’Università Bocconi non ha avuto alcun simbolo grafico identificativo fino al 1962, anno in cui - per il 60° anniversario della sua fondazione - le viene rilasciato con Decreto del Presidente della Repubblica il sigillo ufficiale, da utilizzare per la riproduzione su carta, per il timbro a secco e nel recto della medaglia. Il sigillo è così descritto nel Registro Araldico presso l’Archivio di Stato: “Un libro chiuso rilegato all’antica circondato da una corona di alloro. Il frontespizio del libro è caricato da un altro libro ugualmente rilegato posto in sbarra, sostenente un elmo alato di mercurio; il tutto circondato dalla scritta in caratteri lapidari: UNIVERSITÀ COMMERCIALE LUIGI BOCCONI - MILANO”.
L’immagine coordinata dell’Università venne successivamente progettata e implementata dall’architetto Antonio Barrese, che per questo lavoro venne insignito nel 1989 del prestigioso Compasso d’Oro da parte dell’ADI (Associazione Design Industriale). Il disegno del sigillo viene modificato e diventa il logo istituzionale dell’università.
Una successiva e sistematica revisione degli elementi identitari del marchio fu effettuata nel 2002, in occasione del centenario dell’Università, da parte dello studio britannico Pentagram. Elemento principale della nuova identità è il logotipo “Bocconi”, riprodotto in tutte le applicazioni con orientamento verticale. Il sigillo, ridisegnato in chiave più semplice e attuale, senza il nome dell’Università, diventa uno stemma (crest) che accompagna il logotipo, comunicando tradizione e prestigio. Il Blu Pantone 293 diventa il colore istituzionale dell’Università.

## Presidenti
- Leopoldo Sabbatini (1902-1914)
- Ettore Bocconi (1914-1932)
- Javotte Bocconi Manca di Villahermosa (1932-1957)
- Furio Cicogna (1957-1975)
- Giovanni Spadolini (1976-1994)
- Mario Monti (1994-2022)
- Andrea Sironi (dal 2022)

## Rettori
- Leopoldo Sabbatini (1902-1914)
- Luigi Majno (1914-1915)
- Pietro Bonfante (1915-1917)
- Angelo Sraffa (1917-1926)
- Ferruccio Bolchini (1926-1930)
- Ulisse Gobbi (1930-1934)
- Gustavo Del Vecchio (1934-1938)
- Paolo Greco (1938-1945)
- Giovanni Demaria (1946-1952) – prorettore (1945-1946)
- Armando Sapori (1952-1967)
- Giordano Dell'Amore (1967-1973)
- Gianguido Scalfi (1974-1975) – prorettore (1973-1974)
- Innocenzo Gasparini (1975-1984)
- Luigi Guatri (1984-1989)
- Mario Monti (1989-1994)
- Roberto Ruozi (1994-2000)
- Carlo Secchi (2000-2004)
- Angelo Provasoli (2004-2008)
- Guido Tabellini (2008-2012)[36]
- Andrea Sironi (2012-2016)[37]
- Gianmario Verona (2016-2022)
- Francesco Billari (dal 2022)

## Controversie
Problematiche relative ai metodi di esame
Nel 2009 alcuni articoli apparsi su diverse testate affermarono di aver ricevuto segnalazioni secondo le quali alla Bocconi, durante gli esami scritti, molti studenti ricorressero a stratagemmi di copiatura per superarli e che terzi fossero stati scoperti a sostenere esami al posto di altri studenti, con tessere di iscrizione contraffatte (fu segnalato un caso rinviato al giudizio della commissione disciplinare dell'ateneo, in cui uno studente era stato trovato in possesso di un tesserino universitario modificato, con il suo nome associato alla fotografia di un amico, peraltro iscritto a un'altra università).
L'Università, al riguardo, si difese affermando di voler contrastare tali prassi irregolari con un codice d'onore per richiamare le matricole ai valori condivisi di ateneo, pena il biasimo della comunità, oltre alle punizioni già previste e ulteriori contromisure, quali maggiore fiscalità nei controlli dell'identità dei candidati.
Nel maggio 2015 sorsero alcune polemiche in merito ad una fuga di notizie riguardanti gli argomenti di una prova scritta dell'esame di diritto pubblico. Il direttore del corso decise quindi di annullare l'esame e di prendere provvedimenti, includendovi anche il corpo docente interessato.
Polemiche sulla presunta "eccellenza" dell'ateneo
Nel dicembre 2012 le testate il Fatto Quotidiano e ROARS pubblicarono una serie di dati che, a loro giudizio, dipingevano la Bocconi come una finta eccellenza nel panorama universitario italiano e internazionale. Nell'inchiesta si affermava che la Bocconi, considerando le classifiche scorporate o il numero di pubblicazioni e o citazioni delle singole discipline, risultasse di livello inferiore a molti atenei e si sosteneva altresì che lo Stato italiano sovvenzionasse gli studenti bocconiani e avesse esentato l'università dal pagamento di imposte quali l'IMU. Si osservava inoltre come la Bocconi (nell'anno 2011, oggetto dell'analisi), non rientrasse tra le prime 400, 500 o 700 università del mondo in ben sette classifiche generaliste (che considerano anche università specializzate) su otto. Due docenti dell'ateneo milanese, Francesco Giavazzi e Alberto Alesina, difesero l'ateneo negando che la Bocconi ricevesse sussidi pubblici, indicando quali uniche fonti di finanziamento le rette scolastiche modulate in funzione del reddito e rimarcando il presunto buon livello dell'ateneo nelle classifiche internazionali. La difesa di Alesina e Giavazzi venne considerata imprecisa, dato che non si definiva la differenza tra "sussidi pubblici" e "finanziamenti pubblici" (che sono notevoli, come riportato sopra), e fu contestata ulteriormente.
Finanziamenti pubblici
Dal 1991 la Bocconi riceve finanziamenti pubblici, per una cifra quantificabile, attorno al 2012, intorno ai 15 milioni di euro. Secondo un articolo di stampa, la Bocconi dal 2005 non avrebbe pagato l'imposta immobiliare relativa a una residenza per studenti.

## Trasporti
Sedi di Milano:
- Crocetta (metropolitana di Milano)
- Linea M4 (metropolitana di Milano)
- Stazione di Milano Tibaldi
- Tram 5 e 9 Rete tranviaria di Milano

Sede di Roma:
- Bologna (metropolitana di Roma)
- Filobus Linea 90